# Yunnanalcippe
De yunnanalcippe (Alcippe fratercula) is een zangvogel uit de familie Alcippeidae.

## Verspreiding en leefgebied
Deze soort komt voor in zuidelijk China en Indochina en telt drie ondersoorten:
- A. f. yunnanensis: noordoostelijk Myanmar en zuidwestelijk China.
- A. f. fratercula: van centraal Myanmar tot zuidelijk China, noordelijk Thailand en noordwestelijk Laos.
- A. f. laotiana: centraal Laos en noordelijk Vietnam.

## Status
De yunnanalcippe komt niet als aparte soort voor op de lijst van het IUCN, maar is daar een ondersoort van de grijswangalcippe (Alcippe morrisonia).